# 방포항
방포항은 대한민국 충청남도 태안군 안면읍 승언리에 있는 어항이다. 1995년 10월 30일 지방어항으로 지정되었다. 시설관리자는 태안군수이다.

## 어항구역
방포항의 어항구역은 다음과 같다.
- 수역: 북방파제 기부에서 북측 50m 기점(X=334,040 Y=140,103)으로부터 정서방향으로 733m, 이 점에서 정남에서 동쪽으로 28° 방향 자은여 기점 (X=333,610 Y=139,600)을 경유 할매바위 남단 기점(X=333,550 Y=139,900)을 거쳐 육지측 기점(X=333,591 Y=140,270)을 연결한 선내의 공유수면
- 육역: 충청남도 태안군 안면읍 승언리 1317-9 (잡종지) 외 4필지 (세부내역은 생략)